# Aurel Vernescu
Aurel Vernescu (Bucareste, 23 de janeiro de 1939 — Bucareste, 1 de dezembro de 2008) foi um canoísta romeno especialista em provas de velocidade.

## Carreira
Foi vencedor da medalha de prata em K-4 1000 m em Munique 1972, junto com os seus colegas de equipa Mihai Zafiu, Roman Vartolomeu e Atanase Sciotnic.
Foi vencedor das medalhas de bronze em K-1 1000 m e K-4 1000 m em Tóquio 1964.